# Alice Roy
Pour les articles homonymes, voir Roy.
Cet article concerne la série de romans et le personnage. Pour l'adaptation cinématographique de 2007, voir Nancy Drew (film).
Alice Roy (Nancy Drew en version originale anglophone) est l’héroïne fictive d'une série américaine de romans policiers pour la jeunesse signée du nom de plume collectif Caroline Quine, et publiée aux États-Unis à partir de 1930 par Grosset & Dunlap. 
En France, la série est parue pour la première fois en 1955 aux éditions Hachette dans la collection Bibliothèque verte jusqu'en 2011. 
Très grand succès de librairie, dix millions d’exemplaires ont été vendus en France de 1955 à 1974 chez Hachette.
Depuis 2011, la série paraît dans la collection Bibliothèque rose (catégorie Classiques de la Rose). Elle a également été partiellement éditée dans les collections Idéal-Bibliothèque (1964 à 1981), La Galaxie (1971 à 1978) et « Masque jeunesse » (1983 à 1985) des éditions Hachette.

## Thème de la série
Alice Roy, jeune détective amateur américaine de dix-huit ans (seize ans dans les premiers romans), enquête bénévolement pour redresser les torts dont ont été victimes des innocents, aider des personnes en difficulté, rechercher un objet précieux ou un trésor perdu ou bien éclaircir des mystères. Elle vit dans un quartier résidentiel cossu de la banlieue de River City avec son père, James Roy, un avocat (avoué dans les premiers romans) de renom. Sa mère étant morte quand Alice avait trois ans (dix ans dans les premiers romans), elle a été élevée par une gouvernante, Sarah Berny, qu'elle considère comme une mère. Alice partage ses aventures avec ses deux meilleures amies, les cousines germaines Bess Taylor et Marion Webb, ainsi que Ned Nickerson, un étudiant, chevalier servant puis « flirt » attitré d'Alice. Bess et Marion sont parfois elles aussi accompagnées de leurs chevaliers servants, Daniel Evans et Bob Eddleton.

## L'auteur
Alice est née aux États-Unis en 1930 sous la plume de Caroline Quine (Carolyn Keene en anglais). Cette dernière est en fait une romancière virtuelle : il s'agit d'un nom de plume derrière lequel sont regroupés divers écrivains travaillant pour la société d'édition à grand succès Stratemeyer Syndicate. Le patron, Edward Stratemeyer, qui avait été lui-même un écrivain de romans pour enfants, invente le personnage d'Alice et fournit à ses rédacteurs les grandes lignes de l'intrigue principale. Les auteurs touchaient alors 125 dollars pour chaque roman écrit et devaient, selon les clauses du contrat, garder secrètes leur identité et leur collaboration.  
En 1980, à l'occasion d'un procès opposant le Stratemeyer Syndicate aux éditions Grosset & Dunlap et grâce à la pression de millions de fans qui cherchaient depuis longtemps à percer « le mystère Carolyn Keene », le Stratemeyer Syndicate révèle au public la véritable identité des auteurs : c'est Mildred Wirt Benson (1905-2002), jeune femme d'alors vingt-quatre ans, qui a écrit vingt-huit des trente premiers titres de la série, et celle qui a su insuffler une personnalité attachante au personnage d'Alice. Lorsque Mildred démissionne du Stratemeyer Syndicate en 1947, c'est la propre fille d'Edward Stratemeyer, Harriet Adams (1892-1981), qui prend alors la relève. Directrice de la compagnie depuis la mort de son père en 1930, elle réécrit tous les titres de la série à partir de 1959, y compris ceux écrits par Mildred Wirt Benson, afin de les moderniser. Ce fut fait contre l’avis de Mildred qui considère que les changements opérés « ont ôté toute saveur aux histoires. » Depuis, bien d'autres « ghostwriters » (prête-plume) ont pris part à l'écriture de la série parmi lesquels : James Duncan Lawrence, Nancy Axelrod, Priscilla Doll, Charles Strong, Alma Sasse, Wilhelmina Rankin, George Waller Jr., Margaret Scherf, et Susan Wittig Albert.
Le pseudonyme de Caroline Quine sera également utilisé pour une seconde série : Une enquête des sœurs Parker. Parue dès 1934 et jusqu'en 1979, elle connaîtra un succès honorable mais sans commune mesure avec son aînée.
À la mort de Mildred Wirt Benson, le journal français Libération lui rendra hommage dans un article intitulé : « Mort de Caroline Quine, créatrice d'Alice ».

## Genèse

### Aux États-Unis
Le destin d'Alice débute en 1930, six mois après le krach boursier qui allait précipiter l’Amérique pendant quinze ans dans la Grande Dépression, la plus grande crise économique de son histoire. 
Dix ans plus tôt, les Américaines avaient obtenu le droit de vote. Les mouvements féministes des années vingt avaient stimulé la littérature destinée aux filles, et créé un public prêt pour des personnages féminins ayant du cran. Edward Stratemeyer invente alors une héroïne aimant l'aventure, courageuse, intelligente, cultivée et dotée d'un sens moral à toute épreuve : un personnage moderne, loin des stéréotypes des romans pour jeunes filles d'alors. 
En avril 1930, sort donc un coffret qui comprend les trois premiers romans de la série, tous écrits par la jeune Mildred Wirt Benson, qui a alors vingt-cinq ans. C'est un succès commercial immédiat. Dès le début, Alice est la plus vendue de toutes les séries produites par le Stratemeyer Syndicate, faisant ainsi mentir la sagesse populaire prévalant au sein des maisons d'édition selon laquelle les séries pour garçons surclassaient celles des filles.
Alice suscite rapidement l'engouement du public. De 1930 à 1933, deux à trois livres seront écrits chaque année afin d’asseoir le succès de la série et fidéliser les lecteurs. De 1934 à 1979, le rythme de parution annuel sera de un roman. Depuis 1980, trois à quatre nouveaux titres paraissent chaque année.
Cinquante-six premières histoires seront ainsi publiées par la célèbre maison d'édition Grosset & Dunlap, avant que la série ne soit reprise en 1979 par un second éditeur, Simon & Schuster, pour une centaine de livres supplémentaires. Le 175e et dernier volume (pour le moment) est paru en 2003. Pour éviter que la série ne s'essouffle, les éditeurs essayent de faire ressembler Alice/Nancy à la jeunesse de l'époque, et de traiter de thèmes qui collent à l'actualité : la conquête spatiale, la guerre froide, les OVNI, la télévision ou encore Internet.
Depuis la découverte de l’identité des auteurs véritables de Nancy Drew, des conventions sur le thème de Nancy Drew sont régulièrement organisées dans tous les États-Unis, conventions auxquelles ont été conviées les deux premières rédactrices de la série : Mildred Wirt Benson et Harriet Adams. De nombreux articles paraissent dans les journaux, des livres sont régulièrement publiés sur le phénomène Nancy Drew, et des thèses prennent pour sujet « Nancy Drew, le modèle de la jeune fille américaine et son influence sur les jeunes filles ».
En 2003, la série Nancy Drew est interrompue, et une nouvelle série plus moderne est créée : Nancy Drew (All New) Girl Detective, dont treize titres ont paru en France chez Bayard poche sous le titre : Nancy Drew détective.

### En France
En 1955, Louis Mirman (1916-1999), directeur littéraire des livres pour la jeunesse chez Hachette depuis 1947, professeur d’anglais à l’origine et grand admirateur de la culture anglaise,, souhaite relancer la collection Bibliothèque verte en éditant des séries anglo-saxonnes à héros récurrent, pour en faire une véritable collection populaire. 
La toute première série étrangère dont Hachette va racheter les droits est Nancy Drew, qui sera rebaptisée Alice. En août 1955, est publié le premier titre : Alice détective, suivi du dernier titre paru aux États-Unis : Alice au bal masqué. Le succès est au rendez-vous : Alice connaîtra le même triomphe qu'aux États-Unis et sera longtemps la série de la Bibliothèque verte la plus vendue en France. 
À ce jour (juin 2013), 89 titres sur 175 ont paru en France.

### Dans les autres pays
Les aventures de Nancy Drew ont été publiées dans de nombreux pays, mais c'est en France, en Allemagne, en Italie et surtout dans les pays scandinaves, que la série a rencontré le plus grand succès. En Norvège, la série apparaît dès 1941 ; au Danemark, en 1958. Cependant, c’est la France qui compte le plus grand nombre de volumes différents grâce au service de marketing très actif des éditions Hachette qui a produit un très large éventail de formats depuis 1955.

## Raisons du succès
Baignant dans une grande sécurité financière, non soumise à l'autorité d'une mère, ayant un père compréhensif et tolérant qui lui accorde beaucoup de liberté (il lui achète une voiture — un cabriolet bleu — à l'âge de seize ans), Alice est de fait une jeune fille très indépendante. En cela, elle différait des adolescentes de son âge dans l'Amérique des années trente, époque où paraît la série, puis quarante (et jusqu'au début des années soixante en Europe). Alice incarnait, pour les lectrices, la modernité ; ses nombreuses qualités morales et physiques, un idéal. Si, depuis la fin des années 1960, le côté moderne du personnage d'Alice n'est plus vu comme exceptionnel, les valeurs qu'elle dégage, le fait qu'elle soit affranchie d'obligations (études et/ou emploi), et les intrigues très humaines des romans, continuent à plaire. 
Dans un entretien accordé au journal américain New York Times publié le 9 mai 1993, Mildred Wirt Benson, la première rédactrice de la série et celle qui a créé la personnalité d'Alice, déclare : « C'est inconsciemment que je l'ai [Alice] modelée comme moi. Je l'ai créée jolie, intelligente et perfectionniste. J'ai fait d'elle le concept de la fille que j'aurais aimé être. […] J'ai assez aimé le personnage [Alice] dès le début. De nos jours, ce type de femme est fréquent, mais à l'époque [années trente], c'était un genre nouveau, quoique pas pour moi. Je pensais tout naturellement que les filles pouvaient faire les choses que faisaient les garçons. »
Un autre élément du succès est lié aux personnages antagonistes de Bess et Marion, deux jeunes filles aussi différentes que le jour et la nuit, et qui, contrairement à Alice, ne sont pas exemptes de défauts. Ainsi, chaque lectrice peut se reconnaître dans l'un ou l'autre de ces deux personnages. 
Enfin, le chevalier servant d'Alice, Ned Nickerson, le bel étudiant dévoué, apporte une touche romantique réputée plaire également au jeune lectorat féminin.

## Personnages

### Alice
Description
Elle varie légèrement selon les époques. De 1930 à 1959, les romans décrivent Alice comme une jolie jeune fille de dix-huit ans (seize ans dans les premiers romans), aux cheveux bouclés de couleur blond platine (à la mode alors). Lorsque Harriet Adams, la fille d'Edward Stratemeyer, entame la modernisation des 56 premiers romans de la série, elle modifie l'aspect d'Alice : ses cheveux sont désormais blond cuivré (le blond platine étant passé de mode). 
Alice incarne la jeune fille modèle : polie, bienveillante et vertueuse. On ne lui connaît pas de défauts. Ces derniers ont été reportés sur les personnages secondaires, Bess et Marion. Sage, elle entretient avec Ned Nickerson des rapports d'amitié amoureuse platoniques. 
Elle a terminé ses études secondaires mais n'a pas fréquenté l'université. Elle vit chez son père, l'avocat James Roy. Ne travaillant pas, c'est son père qui pourvoit à ses besoins financiers (il est utile de rappeler qu'en 1930, quand est créé le personnage d'Alice, et ce jusqu'à la fin des années cinquante, les jeunes filles faisaient rarement des études supérieures, se consacrant au mariage et aux enfants).
Sa couleur préférée est le bleu. Elle conduit une voiture cabriolet bleue depuis l'âge de seize ans.
Alice vue par les illustrateurs américains
Lorsque paraissent les premiers romans de la série dans les années trente, l'illustrateur Russell Tandy se conforme fidèlement à la description du texte, laquelle s'inspire évidemment de la mode du moment : cheveux courts crantés ou bouclés ; tailleurs, robes et jupes au niveau du genou ou à mi-mollet ; chapeau cloche. C’est à cette époque qu’apparaissent les premières teintures à cheveux, popularisées par les stars de cinéma ; c'est pourquoi la couleur des cheveux d'Alice est « blond platine » (le terme français de l'époque était « blond oxygéné ») dans les premiers romans de la série, couleur alors très en vogue. 
Dans les années quarante, Russell Tandy suit l'évolution de la mode et rallonge les cheveux d'Alice jusqu'aux épaules, cheveux que raccourcira l'illustrateur suivant, Bill Gillies, conformément à la mode des années cinquante, tandis que s'évaseront et se rallongeront tour à tour robes et jupes. 
Les rééditions des 56 premiers titres de la série publiés aujourd'hui aux États-Unis, reprennent les couvertures des années soixante et soixante-dix de Rudy Nappi, le dernier illustrateur : Alice y apparaît avec les cheveux roux, un changement apparu dans les rééditions revues par Harriet Adams à partir de 1960, rééditions qui n'ont jamais été publiées en France.
Alice vue par les illustrateurs français
C'est Albert Chazelle, le premier illustrateur de la série (de 1955 à 1974), qui créé le visuel du personnage d'Alice. Il se conforme à la description du personnage d'Alice telle qu'elle est dépeinte dans les romans non revus par Harriet Adams, et dessine Alice avec des cheveux blond clair et bouclés.  
Dans les premiers romans édités dans les années cinquante, il fait porter à l’héroïne les mêmes vêtements (un chandail rayé et une jupe évasée marron) probablement dans un souci d'identification visuelle rapide avec l’héroïne par les jeunes lectrices. À partir des années soixante, il dessinera une Alice vêtue d'un tailleur bleu pâle assorti de gants, typiques de la mode de cette décennie. Ce code vestimentaire disparaîtra par la suite et Albert Chazelle habillera Alice différemment dans chaque roman. 
À partir de 1962, Albert Chazelle fait porter à Alice un bandeau dans les cheveux, un accessoire qui ne la quittera plus et qui sera repris par tous les successeurs en illustration de Chazelle. Ce bandeau n'est pas une invention de l'auteur Caroline Quine, et ne figure dans aucun roman original.
Les illustrateurs suivants dessineront Alice selon la mode vestimentaire de leur époque. Ainsi, Jean-Louis Mercier, Daniel Billon, Guy Maynard et Jacques Poirier lui font porter les vêtements typiques des années soixante-dix. Philippe Daure, qui sera l'illustrateur en titre de la série de 1984 à 2004, la dessine selon les critères des années quatre-vingt puis quatre-vingt-dix. 
L'illustratrice actuelle, Marguerite Sauvage, se démarque toutefois de ses prédécesseurs en cela qu'elle mêle plusieurs styles et modes différents. Depuis mars 2015, une nouvelle dessinatrice est chargée d'illustrer les nouvelles rééditions : Cécile Roubio (6 volumes illustrés à ce jour).

### Entourage
- Hélène

Avant que n'apparaissent les personnages récurrents de Bess Taylor, Marion Webb et Ned Nickerson, c'est Hélène qui accompagne souvent Alice dans ses premières aventures. Dans les traductions françaises, son nom de famille varie d'un volume à l'autre : Hélène Crillbic, Hélène Cornmill, Hélène Talbot, Hélène Carvin, Jeannette Durban et Doris Eliott. Dans les volumes originaux en anglais, son nom est invariablement Helen Corning. 
Hélène est une jeune fille de deux à trois ans plus âgée qu'Alice. Elle apparaît dans les volumes suivants : Alice détective (1930), Alice et le Pigeon voyageur, Alice au manoir hanté (1930), Alice au camp des biches (1930), Alice et les Diamants (1930), Quand Alice rencontre Alice (1932). 
Hélène disparaîtra après l'arrivée du duo Bess et Marion. Cependant, dans les nouveaux titres américains de la série, Hélène a réapparu : elle s'est mariée et son nom d'épouse est Archer.
- Bess Taylor

L'une des meilleures amies d'Alice. Bess (diminutif anglais d'Elizabeth) est une jolie blonde un peu enrobée. Très féminine et gourmande, elle souhaite mincir mais n'arrive jamais au bout de ses régimes. Peu courageuse et timorée, elle n'aime pas s'exposer au danger mais fait parfois montre d'une audace inattendue. Bess apparaît pour la première fois dans le cinquième titre de la série, Alice au ranch (1931), en même temps que le personnage de Marion Webb. 
Dans les derniers romans de la série, Bess est décrite comme frivole et superficielle, ce qu'elle n'était pas dans les 56 premiers romans. 
- Marion Webb

L'autre meilleure amie d'Alice. Cousine germaine de Bess, Marion est une brune sportive et téméraire, légèrement garçon manqué et aux manières un peu brusques. Elle aide souvent Alice dans ses enquêtes, n'hésitant pas à prendre des risques. Elle taquine souvent Bess à propos de sa gourmandise et de son embonpoint. 
Marion apparaît pour la première fois dans le cinquième titre de la série, Alice au ranch (1931).
- Ned Nickerson

Grand, brun et sportif, Ned (diminutif anglais d'Edward et d'Edmund) est étudiant à l'université d'Emerson, dans l’État de l'Ohio. Il est le meilleur ami et le chevalier servant d'Alice et partage souvent les aventures de la jeune fille. 
Il apparaît pour la première fois dans le 7e volume de la série : Alice et le Carnet vert (1932). Toutefois, depuis 2007, les rééditions françaises d'Alice et le Carnet vert ont réécrit le roman : tous les passages relatifs à la première rencontre entre Alice et Ned ont été supprimés et réécrits de façon à faire apparaître qu'Alice et Ned se connaissent depuis longtemps. 
Dans les 56 premiers romans de la série, sa relation avec Alice est platonique, malgré la présence de nombreux sous-entendus qui laissent deviner qu'un lien supérieur à l'amitié les unit.
- Daniel Evans et Bob Eddleton

Daniel et son ami Bob (diminutif anglais de Robert) sont les chevaliers servants respectifs de Bess et Marion. Amis de Ned, ils sont étudiants dans la même université que lui. Ces personnages apparaissent pour la première fois dans Alice dans l'île au trésor (1942), et sont très peu développés.
- James Roy

Le père d'Alice, veuf depuis quinze ans. Avocat de renom (il est avoué de son état dans les 56 premiers romans), il demande souvent l'avis ou l'aide d'Alice pour les affaires dont il est chargé. Généreux et affectueux avec sa fille, il pourvoit à tous les besoins financiers de celle-ci. C'est souvent grâce aux clients de son père que des occasions d’enquêter s'offrent à Alice.
- Sarah Berny

Elle est la fidèle gouvernante des Roy et celle qui a élevé Alice quand elle a perdu sa mère à l'âge de trois ans (dix ans dans les premiers romans). C'est une femme d'âge mûr, excellente cuisinière. Un peu brusque mais courageuse, elle prend parfois part, directement ou indirectement, aux aventures d'Alice. Elle considère Alice comme sa propre fille et s'inquiète beaucoup pour elle. Sarah a une sœur et une nièce.
- Commissaire Stevenson

Il est le chef de la police de la ville, il n'est pas vraiment accueillant quand Alice vient lui présenter une affaire et lui donne très rarement du crédit quand elle résout des mystères car il aime être récompensé pour ses affaires.
- Cécile Roy

La tante d'Alice, sœur de James Roy. Célibataire, elle est professeure à New York et habite dans un appartement. Alice l'aime beaucoup et lui rend souvent visite. Décrite dans les premiers romans comme une femme d'âge mur et rondelette, elle devient par la suite une belle et grande femme à qui Alice ressemble.

## Traduction française

### Noms
| Noms originaux           | Noms français         |
| ------------------------ | --------------------- |
| Nancy Drew               | Alice Roy             |
| Helen Corning            | Hélène Carvin         |
| Bess Marvin              | Bess Taylor           |
| Georgia « George » Fayne | Marion Webb           |
| Ned Nickerson            | Ned Nickerson         |
| Dave Evans               | Daniel Evans          |
| Burt Eddelton            | Bob Eddelton          |
| Carson Drew              | James Roy             |
| Hannah Gruen             | Sarah Berny           |
| Eloïse Drew              | Cécile Roy            |
| Commissaire McGinnis     | Commissaire Stevenson |
| River Heights            | River City            |

- Si vous ne connaissez pas le sujet, laissez ce bandeau (vous pouvez alors contacter les auteurs).
- Si vous supprimez le contenu mis en cause (vous pouvez préalablement contacter les auteurs),

argumentez précisément cette suppression dans la page de discussion
(un manque de référence n'est pas un argument ; une recherche réelle de référence doit avoir été effectuée, être formellement documentée).
S’il est vrai que, dans les années cinquante, lorsque paraît la série Alice, très peu de personnes en France parlent l’anglais, l'on est cependant en droit de se demander pour quelle raison les éditions Hachette ont choisi de changer de façon si radicale le nom de la détective américaine Nancy Drew. Des modifications similaires seront faites pour d’autres séries étrangères de la Bibliothèque verte et de la Bibliothèque rose, telles que Le Club des cinq de l’Anglaise Enid Blyton.
Passer de Nancy Drew à Alice Roy est sans conteste un changement drastique. Les fans américains qui s’intéressent aux éditions françaises de Nancy Drew ne finissent pas de s’en étonner. S’ils ont deviné que « Drew » est difficile à prononcer en français et qu’il ne se mémorise pas facilement (et qu’il est également peu attrayant en français), ils ignorent, d’une part que « Drew » ressemble phonétiquement beaucoup trop au mot « trou », et d’autre part, que Nancy est le nom d’une grande ville française. Il était malvenu de faire porter à une héroïne américaine le nom d’une ville française. 
En définitive, le résultat des cogitations des traducteurs pour trouver un nom français seyant à Nancy Drew se révèle être un choix plutôt heureux dans le sens où « Alice » et « Roy » sont un nom et un prénom que l’on retrouve à la fois en France et dans les pays anglo-saxons, et que le nombre de syllabes a été respecté (deux syllabes pour le prénom, une syllabe pour le nom).

### Traduction des titres
Les titres originaux américains de la série Alice trahissent souvent l'intrigue principale du roman, contrairement aux titres français qui entretiennent davantage le mystère. Ainsi, Alice et le Pickpocket ne dévoile rien, tandis que le titre original, The Clue in the Jewel Box, en français : L'Indice dans la boîte à bijoux, donne à l'avance l’emplacement du trésor que recherchent les personnages. 
Il existe cependant des exceptions à cette règle : Alice et les Faux-monnayeurs indique clairement ce dont il sera question dans le roman, tandis que son titre américain The Secret of Red Gate Farm, littéralement Le secret de la ferme Le Portail rouge, est énigmatique.
Il arrive que le titre français soit sans rapport avec la trame de l’histoire : dans Alice et l'Ombre chinoise, la présence d'une ombre chinoise n'est qu'anecdotique. Et le corsaire dans Alice et le Corsaire est une simple référence à un navire qui aurait été volé par un corsaire du XIXe siècle. Un dernier exemple : Alice et les Chats persans, où les petits félins ne prennent aucune part à l'histoire.

### Les traducteurs
De 1955 à 1983, trois traductrices se sont succédé : Hélène Commin, Anne Joba et Claude Voilier. Toutes trois se sont essayées à l’écriture pour la jeunesse pour le compte des éditions Hachette. 
- Hélène Commin est la traductrice des premières versions originales non retouchées d'Alice. Elle a néanmoins parfois pris des libertés avec le texte original en ajoutant, par exemple, des passages où elle invente des origines françaises à Alice Roy : « Par sa mère, Alice descendait d’une vieille famille française installée en Louisiane, les Beauchamp… »[21] Ailleurs, la traductrice insère un extrait de la fable de La Fontaine, La Laitière et le Pot au lait : « Adieu veau, vache, cochons, couvée ! »[22]. Or, ces passages n’existent pas dans la version originale américaine. Hélène Commin a traduit deux titres de la série Le Club des cinq[j] ainsi que Lassie (dans la collection Idéal-Bibliothèque) dont elle a écrit une suite (Le Fils de Lassie).
- Anne Joba prend le relais. Elle reprend les traductions d’Hélène Commin pour les abréger et les moderniser légèrement, conformément au souhait des éditions Hachette qui ne souhaitaient pas traduire les nouvelles versions américaines revues par Harriet Adams et parues entre-temps aux États-Unis.
- Claude Voilier, journaliste et romancière, est celle qui a traduit le moins de titres. Elle a écrit chez Hachette Celle que l’on retrouva et Le Manoir des cinq preux. Elle a également écrit une suite aux aventures du Le Club des cinq (24 volumes).

Après 1983, une flopée de nouveaux traducteurs s’attellera à traduire les nouvelles (et à retraduire les anciennes) aventures d'Alice, parmi lesquels : Martine Millon, Dominique Rousset, Lisa Rosenbaum, Jean Esch, Marianne Costa, David Stryker, Barbara Nasaroff, Sophie Dalle, France-Marie Watkins et, dernièrement, Anne Laure Estèves et Sandrine Couprie-Verspieren.

## Deux séries différentes d'Alice
Aux États-Unis, sous son nom original de Nancy Drew, Alice est l'héroïne d'une série principale constituée de 175 volumes. Les 56 premiers tomes de la série, publiée aux États-Unis de 1930 à 1979 par la maison d'édition des origines, Grosset & Dunlap, sont considérés comme les classiques originaux et sont toujours édités de nos jours. 
En 1979, Simon & Schuster rachète la célèbre et ancienne société Stratemeyer Syndicate - laquelle avait inventé Alice - et, après un procès contre Grosset & Dunlap, acquiert le droit de rédiger et de publier des nouveaux titres de la série.
À la suite du procès, Grosset & Dunlap garde, quant à elle, l’entière exclusivité des rééditions des 56 premiers titres de la série, laquelle sera commercialisée sous l’appellation déposée « Nancy Drew Mystery Stories » (littéralement « Les Histoires de mystère de Nancy Drew »).
Les nouveaux titres produits par Simon & Schuster sont donc considérés comme une série différente : plus « modernes » et écrits par de nombreux rédacteurs différents, ces nouveaux titres sont considérés par les fans américains comme étant éloignés de l'esprit et de la continuité présents dans les 56 premiers titres, lesquels étaient rédigés par un nombre très restreint d'écrivains.

## Modernisation des rééditions

### Aux États-Unis
En 1959, le Stratemeyer Syndicate décide de mettre au goût du jour les 34 premiers titres déjà parus. Celle qui propose la modernisation et qui va se charger elle-même des modifications, n'est autre que Harriet Adams. Contre l’avis de Mildred Wirt Benson, le premier auteur de la série, Harriet Adams procède à des coupes dans les descriptions pour accélérer le rythme du récit, simplifie le style ; les termes et expressions démodés sont actualisés, la priorité est donnée aux dialogues. Pour finir, les histoires sont purgées de nombreux stéréotypes raciaux (sur les Noirs, les Juifs, les Irlandais, etc.). Certaines histoires sont même parfois entièrement réécrites, avec un nouveau scénario et de nouveaux personnages sans lien avec l’histoire originale. Chaque volume se trouvera ainsi amputé de cinq chapitres (20 chapitres au lieu des 25 chapitres originaux). Les altérations réalisées par Harriet Adams enlèvent au personnage d'Alice son côté audacieux ; son caractère est adouci et elle devient plus conventionnelle. Selon les propres mots de Mildred Wirt Benson, la première rédactrice, les changements opérés « ont ôté toute saveur aux histoires. » Pour beaucoup de fans, les histoires ont perdu tout intérêt littéraire.

### En France
Si très peu de ces versions revues par Harriet Adams ont paru en France, Hachette a néanmoins pris l'initiative d'éditer des titres dans une version abrégée.
À partir de 1976, Hachette procède à ses propres modernisations, lesquelles consistaient, en un premier temps, en la suppression des éléments descriptifs. Puis au fil des rééditions, cette tendance s'est accentuée jusqu'au début des années 2000 : simplification de l'intrigue ; éradication de tout élément descriptif au profit exclusif des dialogues ; changement du temps grammatical (présent) ; laïcisation (suppression des expressions « Mon Dieu ! » ou « Bonté divine ! », Alice ne va plus « à la messe » le dimanche, etc.) ; suppression d'expressions « polies » au profit d'un parler « jeune » plus familier, frisant parfois l'argot. 
Ces simplifications et appauvrissement littéraires ont, en 2011, décidé Hachette à rééditer la série Alice dans la collection Bibliothèque rose (catégorie Classiques de la Rose), destinée aux très jeunes lecteurs. Ces nouvelles versions suscitent la polémique auprès des parents dont beaucoup considèrent que la traduction originale a été par trop dénaturée et le niveau de langage, trop affaibli.

## Les différentes collections

### Les volumes cartonnés
- De 1955 à 1958 : les volumes avec jaquette en papier

Les premiers volumes se présentent sous forme cartonnée de format in-12 carré, et sont reliés. Ils sont recouverts de toile verte ornée de dorures ayant la forme de bandes horizontales. 
La jaquette en papier est illustrée en couleur. Le dos n'est pas encore vert, mais blanc. Le titre est en lettres rouges, et l'inscription « Bibliothèque verte » figure en lettres vertes sur le haut de la couverture. 
Le cahier est réalisé avec du papier recyclé marron de très faible qualité, résultat des restrictions d'après-guerre. Face à la pénurie générale de matériaux dont on sortira que  tardivement en ce qui concerne le livre et le papier, Louis Mirman et Madeline Gueydoux ont l'idée d'utiliser du simple papier journal pour l'impression des livres pour la jeunesse, réduisant ainsi leur coût et permettant la multiplication des livres de la Bibliothèque verte et rose.
Les livres comportent huit dessins hors texte de pleine page en noir et blanc. 
Les quatre premiers volumes d’Alice parus en France ont été publiés dans ce format : Alice au bal masqué (1955), Alice détective (1955), Alice et le Chandelier (1956) et Alice au camp des biches (1957). 
Ces volumes sont dits « Bibliothèque verte de 1re série » ou simplement « série à jaquette ».
- De 1958 à 1961 : 1re couverture pelliculée au dos blanc[p]

En 1955, Hachette décide de relancer sa collection en éditant des séries anglo-saxonnes et en optant pour une présentation plus moderne et plus attractive. L’idée est d’en faire une véritable collection populaire. Le prix des ouvrages est ainsi fixé en fonction de l’argent de poche mensuel de l’époque.
C'est en 1958 qu'a lieu le premier grand changement dans l'aspect des volumes : l'abandon de la jaquette en papier. Le dessin de couverture est désormais collé sur le carton et recouvert d'un film en plastique (pelliculage). La production des matières plastiques, auparavant coûteuse, s'était en effet fortement développée après la Seconde Guerre mondiale et était devenue plus abordable. 
Le cahier n'est plus relié, mais broché, procédé moins onéreux. Le papier est toujours de qualité médiocre. Le dos reste blanc et comporte désormais une numérotation. 
Un bandeau jaune avec l'inscription « Bibliothèque verte » est apposé sur le haut de la couverture. 
Trois titres ont été édités dans cette série : Alice au bal masqué, Alice et le Chandelier et Alice au Canada.
Ces volumes sont dits « Bibliothèque verte de 2e série ».
- De 1961 à 1983 : apparition du dos vert

En 1959, Hachette opte pour un dos (ou tranche arrière) entièrement vert des volumes, avec en son milieu une case portant une illustration résumant l'intrigue. Le bandeau jaune avec l’inscription « bibliothèque verte » demeure.
Une innovation importante a lieu : la couleur fait son apparition avec l'insertion dans le cahier de quatre illustrations de pleine page hors texte ainsi que de nombreuses illustrations in texte de demi-page en noir et blanc.

De 1959 à 1983, de légères variations dans l'aspect du design auront lieu, dont la plus importante sera la disparition du bandeau jaune à l'inscription « bibliothèque verte » apposé sur le haut de la couverture. Le bandeau sera remplacé, à partir de 1975, par un logo en forme de rectangle dans lequel figurent les mots « Bibliothèque verte ». 
À partir de 1972, la numérotation n'est plus visible sur les volumes. 
Ces volumes sont dits « Bibliothèque verte de 3e série ».
- De 1983 à 1988 : la série au dos strié

Le début des années 1980 voit une baisse notable des ventes des livres de la Bibliothèque verte et rose. Afin de relancer les ventes, Hachette fait évoluer l'aspect et le format de ses volumes. Ainsi, en 1983, le format est-il légèrement réduit en largeur, et le dos comporte désormais six stries obliques blanches sur un fond toujours vert. 
Au dos, la case du milieu qui porte le dessin miniature, est déplacée vers le haut de la tranche. 
Enfin, sur la quatrième de couverture, est ajoutée une petite illustration en couleur tirée d'une planche intérieure du livre. Le texte d'origine est parfois abrégé.
Ces volumes sont dits « Bibliothèque verte de 4e série » ou simplement « série au dos strié ».

### Les volumes souples
- De 1988 à 2000 : le format de poche

En 1988, la chute des ventes se confirme. Dans un souci d'économie, Hachette abandonne les couvertures cartonnées, plus onéreuses, et adopte le format de poche souple.
Les illustrations intérieures en couleur sont remplacées par des illustrations en noir et blanc, moins nombreuses que dans les volumes cartonnés. 
La qualité du papier s'améliore. Le texte d'origine est abrégé et modernisé. De légères variations dans l'aspect du design auront lieu au fil des rééditions.
La numérotation réapparaît au dos des volumes.
À noter : Hachette a publié huit titres de la série Alice dans un format de poche souple de 1983 à 1985 dans la collection « Masque Jeunesse », parus simultanément aux volumes cartonnés de la Bibliothèque verte.
Ces volumes sont dits « Bibliothèque verte de 5e série » ou « série format de poche ».
- De 2000 à 2006 : le format hybride « à timbre »

Les éditions Hachette décident de célébrer le passage à l'an 2000 en créant un nouveau design pour l'ensemble des volumes de la Bibliothèque verte et rose : un format hybride entre le format cartonné et le format souple voit le jour, plus luxueux et plus esthétique. Pour inaugurer ce grand changement, Hachette offrait, dans chaque volume de la série Alice, un grand marque page plastifié sur lequel figurait le dessin du personnage d'Alice tel qu'il sera dessiné au dos de chaque volume, dans la case supérieure.
La couverture semi-rigide et épaisse comporte une partie vernie en relief et en surbrillance ; l’autre partie est mate. Sur la couverture figure, dans le coin supérieur gauche, un petit dessin qui représente un timbre-poste sur lequel apparaît le buste d'Alice : le timbre est oblitéré du sceau « Bibliothèque verte ». 

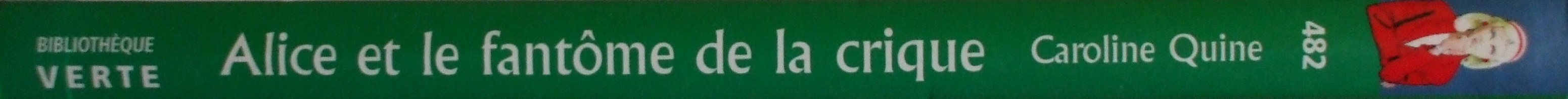

Le papier utilisé est désormais du haut de gamme ; le texte est toujours abrégé ; une nouvelle numérotation est utilisée. 
Les premiers volumes conservent les illustrations hors texte de pleine page, mais les derniers titres édités n'en possèdent plus du tout. 
Ces volumes sont dits « Bibliothèque verte de 6e série » ou « série à timbre ».
- De 2006 à 2015 : le format hybride illustré par Marguerite Sauvage

En 2006, pour fêter l’année anniversaire des 150 ans de la Bibliothèque rose (et verte, par la même occasion), les éditions Hachette décident de renouveler l'illustration des couvertures de plusieurs séries, dont Alice. La série à timbre est donc abandonnée au profit d'un nouveau design encore plus moderne via le style atypique et coloré de l’illustratrice Marguerite Sauvage. 
Sur la couverture, près de la reliure, est ajouté un bandeau vert vertical qui porte l'inscription « Les Classiques de la Verte » en lettres blanches. Toujours sur la couverture, dans le coin supérieur gauche, figure un petit dessin représentant le buste d'Alice tel qu'il figure sur l'illustration de couverture du volume Alice et les Faux-monnayeurs, dessinée par de Marguerite Sauvage. 
Depuis 2015, Cécile Roubio est la nouvelle illustratrice des rééditions (cinq titres illustrés à ce jour).
Les dessins hors texte de pleine page ont été supprimés ; ils sont remplacés par de très petits dessins au bas de chaque page et au début et en fin de chapitre. Une nouvelle numérotation est créée.
Pour la plupart des titres, le texte est encore davantage remanié par rapport au texte d'origine au point que la série Alice est éditée depuis 2011 dans la Bibliothèque rose. Ces nouvelles versions remaniées des séries étrangères telles que Le Club des cinq ou Alice suscitent la polémique auprès des parents dont beaucoup considèrent que la traduction originale a été par trop dénaturée, et le niveau de langage, trop affaibli.
Ces volumes sont dits « Bibliothèque verte de 6e série » ou « série Marguerite Sauvage » et « série Cécile Roubio » .

## Les illustrateurs

### En France
| Volumes cartonnés (1955 à 1987) | Volumes souples (1988 - 2016)      |
| ------------------------------- | ---------------------------------- |
| Albert Chazelle (1955-1974)     | Philippe Daure (1988-2004)         |
| Daniel Billon (1979-1980)       | Pierre-Olivier Vincent (1996-1997) |
| Guy Maynard                     | Marguerite Sauvage (2006-2013)     |
| Jean-Louis Mercier              | Cécile Roubio (2015-présent)       |
| Josette Mirman (1975)           |                                    |
| Jacques Poirier (1965)          |                                    |
| Jean Sidobre (1980-1987)        |                                    |
| Joseph Sheldon (1983)           |                                    |
| Philippe Daure (1984-1987)      |                                    |

- Albert Chazelle

Il est le premier illustrateur de la série, de 1955 à 1974, date de son décès, et celui qui crée le visuel du personnage d'Alice. Chatoyant et gai, montrant souvent une Alice souriante, son style, hésitant dans les années cinquante, s'améliore notablement dans les années soixante. À l'amorce des années 1970, se voulant plus moderne, son trait de crayon change radicalement. Fait inhabituel : il a illustré trois couvertures sur lesquelles n'apparaît pas le personnage d'Alice. Il est l’un des deux illustrateurs qui a dessiné le plus grand nombre de couvertures différentes de la série « Alice », l'autre illustrateur étant Philippe Daure. 
- Daniel Billon

Il n’a illustré que trois volumes : Alice et le Mannequin en 1979 et Alice et la Rivière souterraine en 1980 (collection Bibliothèque verte) ainsi qu'un titre dans la collection Idéal-Bibliothèque : Alice et le Tiroir secret en 1979. Son style un peu sombre, est typique des années 1970. Certains de ses dessins hors texte de pleine page se démarquent, par leur grande esthétique, des illustrations in texte de demi-page, plus ordinaires.
- Josette Mirman

Épouse de Louis Mirman, le directeur des collections jeunesse chez Hachette, elle s'est essayé à l'illustration d'œuvres pour la jeunesse. Elle n'a illustré qu'un seul titre : Alice et les Faux-monnayeurs, dans la collection La Galaxie.
- Jean-Louis Mercier

Pour ses dessins de pleine page, il opte pour des couleurs criardes. Le détail ne semblant pas être une priorité, ses illustrations peuvent paraître inabouties.
- Jacques Poirier

Il a illustré un seul titre : Alice et l'Ombre chinoise en 1965. Il a été désigné pour remplacer Jean-Louis Mercier, l'illustrateur attitré d'alors, indisponible pour ce titre. Il copie intentionnellement son style pour ne pas rompre avec le genre d'illustrations auquel sont accoutumés les lecteurs.
- Joseph Sheldon

De 1983 à 1984, pendant une année seulement, il est chargé de redessiner les couvertures des rééditions parues dans la toute nouvelle collection au dos strié. Il s'est distingué par la fantaisie de ses dessins : la plupart de ses couvertures n'ont en effet aucun lien avec la trame du roman. Ainsi, la couverture de Alice et le Fantôme montre le personnage d'Alice dans un château, vêtue d'atours du Moyen Âge, tenant dans sa main un candélabre et faisant face à un fantôme. Cette scène est une pure invention de Joseph Sheldon : dans le roman, le fantôme en question se trouve à l’intérieur d'une grotte, au bord de la mer… De même, la couverture d'Alice et la Malle mystérieuse montre Alice dans une mer déchaînée, qui se maintient à flot juchée sur une malle. Or, dans le roman, le personnage d'Alice n'est jamais tombé à l'eau, pas plus que la malle.    
Les illustrateurs précédents (Albert Chazelle) et suivants (Philippe Daure) ont, à l'évidence, lu les romans pour pouvoir les illustrer (Albert Chazelle a poussé le détail jusqu'à dessiner les robes des héroïnes des mêmes couleurs et motifs que ceux cités dans le texte) ; les autres illustrateurs se contentent de copier les dessins des illustrateurs précédents (tel Guy Maynard).   
- Jean Sidobre

Il commence par illustrer deux volumes parus dans la collection Idéal-Bibliothèque : Alice et le Pigeon voyageur en 1980 et Alice au manoir hanté en 1981. Il reprend du service en 1984 pour dessiner les nouvelles couvertures parues dans la collection striée, ce qu'il fera jusqu'en 1987. Il illustrera également les dessins intérieurs de quelques volumes. Après le style plus sombre des illustrateurs qui ont succédé à Albert Chazelle, Jean Sidobre renoue avec les couleurs chatoyantes et la gaieté, et redonne un sourire au personnage d'Alice. Son style évolue : dans les derniers romans, il opte pour un graphisme façon « bande dessinée », un domaine dans lequel il s'investira d'ailleurs à part entière (il publiera des bandes dessinées).
- Pierre-Olivier Vincent

Il n'a illustré que trois titres dans le format de poche : Alice en Arizona (1996), Alice et les Félins (1996) et Alice et les Collectionneurs (1997). Il semble avoir été désigné pour remplacer Philippe Daure, l'illustrateur attitré d'alors, chaque fois que celui-ci était indisponible : il copie intentionnellement le style de ce dernier pour ne pas rompre avec le genre d'illustrations auquel sont accoutumés les lecteurs. 
- Philippe Daure

Avec Albert Chazelle, il est l’illustrateur le plus prolifique de la série Alice. Il a d'abord été l’illustrateur en titre d'une autre série écrite par Caroline Quine : Une enquête des Sœurs Parker. C'est en 1975 qu'il dessine son premier volume de la série Alice (Alice et la Dame du lac) et il ne recommencera que neuf ans plus tard, à partir de 1984, avec les volumes parus dans la collection striée. Il est celui qui illustrera tous les titres parus dans le format de poche souple, jusqu'en 2004, année de son décès. 
Ayant le souci du détail et faisant montre d'un grand professionnalisme (il lit à l'évidence les romans avant de les illustrer et ne cède pas à la tentation de s'inspirer ou de copier les dessins des illustrateurs qui l'ont précédé), il se démarque de ces prédécesseurs par le choix des scènes qu'il dessine : ce sont en effet souvent des scènes d'action (personnages qui courent, se battent; objets qui tombent, etc.), jugées par les professionnels plus difficiles à réaliser que les scènes statiques. Ne cherchant pas la facilité, il crée des angles de vue innovants, jusqu’ici inédits dans la série Alice : plongée, contre-plongée et perspectives inhabituelles. Toutes les couvertures illustrées par Philippe Daure sont visibles sur son site officiel.
- Marguerite Sauvage

De 2006 à 2013, elle illustre les rééditions de seize volumes. Coloré et très moderne, son trait de crayon façon dessin animé, est jusqu'ici inédit dans la série Alice, les illustrateurs précédents s’étant plus ou moins efforcé de garder une certaine ressemblance avec la réalité. 
- Cécile Roubio

Depuis le 4 mars 2015, elle est la nouvelle dessinatrice des rééditions (cinq volumes parus au 20 septembre 2016). Ses personnages sont plus proches de la réalité que ceux de Marguerite Sauvage, car moins stylisés.

### Aux États-Unis
- De 1930 à 1949 : Russell Tandy.

Illustrateur en titre de la série, il a dessiné les vingt-six premiers volumes. Colorés et gais, ses couvertures représentent toujours une Alice en action.
Ses éditions à jaquette des années 1930 à 1937 sont les plus recherchées par les collectionneurs en raison de la présence de quatre gravures intérieures en noir et blanc imprimées sur papier glacé, car celles-ci seront définitivement supprimées dans les années quarante. La maison de Russell Tandy ayant subi un incendie en 1962, la plupart de ses croquis et peintures originaux ont été brûlés, rendant son œuvre plus précieuse encore  aux yeux des collectionneurs.
- De 1950 à 1952 : Bill Gillies illustre trois livres seulement.

- De 1953 à 1979 : Rudy Nappi.

Contrairement à Russell Tandy, Rudy Nappi ne lit pas les romans avant de les illustrer. C'est sa femme qui s'en charge et qui lui fournit un court résumé des intrigues.

## Liste des titres
- 87 titres (l'intégralité des titres) ont paru dans la collection Bibliothèque verte chez Hachette.
- 35 titres ont paru dans la collection Idéal-Bibliothèque chez Hachette.
- 8 titres ont paru dans la collection La Galaxie chez Hachette.
- 8 titres ont paru dans la collection « Masque Jeunesse » chez Hachette.
- Un nombre indéterminé de titres a paru dans la collection « Bibliothèque de la jeunesse » chez Hachette.
- 2 titres ont paru chez France Loisirs.

### Titres parus dans laBibliothèque verte
Note : certains titres ont d'abord été édités dans la collection Idéal-Bibliothèque avant de l'être dans la Bibliothèque verte.

### Titres parus dans l'Idéal-Bibliothèque
Seuls trente-cinq titres ont paru dans cette collection. Les treize premiers titres de cette collection ont paru avec une jaquette en papier. Pour leur réédition dans cette collection, la jaquette sera abandonnée au profit d'une couverture pelliculée. 
Note : La liste exhaustive ci-dessous reprend l'ordre et la date de la première édition.

### Titres parus dansLa Galaxie
Note : La liste reprend l'ordre et la date de la première édition.

### Titres parus dans la collection «Masque Jeunesse»
Neuf titres ont paru en format de poche souple dans la collection « Masque Jeunesse » chez Hachette.

### Titres parus dans la collection «Bibliothèque de la jeunesse»
De 1955 à 1969, parallèlement aux volumes cartonnés de la Bibliothèque verte, Hachette publie simultanément des éditions souples bon marché mais de piètre qualité : la collection « Bibliothèque de la jeunesse ». Ce sont des copies conformes des volumes édités dans la Bibliothèque verte, mais sont dépourvues de cartonnage. Jusqu'en 1958, le cahier sera enveloppé d'une jaquette en couleur portant la même illustration de couverture que celle de la Bibliothèque verte, puis, dans un souci d’économie, la jaquette sera supprimée après 1958 : l'illustration de la première page du cahier se réduira alors à un simple pictogramme de couleur bleue, tiré de la page de titre des volumes de la Bibliothèque Verte. De nombreux titres d'Alice sont parus dans cette collection.

### Titres parus chezFrance Loisirs
Deux titres sont parus en format cartonné in-8 avec jaquette (les livres ne comportent pas d'illustrations intérieures).
- Alice au bal masqué (1977)
- Alice au camp des biches (1978)

## Séries dérivées

### Les Enquêtes de Nancy
En 1988, pour convaincre une jeunesse moins innocente, les éditeurs français avaient tenté de lancer, parallèlement à Alice, une seconde série intitulée Les Enquêtes de Nancy (Nancy Drive en VO), qui n'a pas eu de succès. Elle a paru en France de 1988 à 1989 chez Hachette dans la Bibliothèque verte en format de poche souple. Les histoires sont plus violentes et incluent le meurtre.
Huit titres ont paru dans cette série, dans laquelle les noms des personnages ont été changés.
1. Sortilèges esquimaux (The Eskimo's Secret), illustré par Martine Laurent.
2. La Chambre secrète (The Bluebeard Room), illustré par Martine Laurent.
3. Le Fantôme de Venise (The Phantom of Venice), illustré par Martine Laurent.
4. Chantage en vidéo (Secrets can kill), illustré par Martine Laurent.
5. Dans les griffes du dragon (Deadly Intent), illustré par Martine Laurent.
6. Meurtre en montagne ((Murder on Ice), illustré par Martine Laurent.
7. Le Piège de l'araignée (Smile and Say Murder), illustré par Martine Laurent.
8. Week-end noir (Hit and Run Holiday), illustré par Philippe Daure.

### Nancy Drew détective
Nancy Drew détective (en anglais : Nancy Drew Girl Detective) a paru en France de 2006 à 2009 aux éditions Bayard Poche.
Treize titres ont paru dans cette série, dans laquelle les noms des personnages sont les mêmes que dans la série classique Alice (nom anglais). Les ouvrages sont signés Carolyn Keene.
Karen Laborie est l’illustratrice exclusive de la série.
1. Vol sans effraction (2006)
2. Seule face au danger (2006)
3. Un piège pour Leslie (2006)
4. Danger en plein ciel (2006)
5. Action ! (2006)
6. Disparition en plein désert (2007)
7. Mission au Costa Rica (2007)
8. Sabotage (2007)
9. Sécession ! (2007)
10. Une croisière périlleuse (2008)
11. Course contre la montre (2008)
12. Mystère à Hawaï (2008)
13. Voyage dans le temps (2009)

### Nancy Drew Files
Cette série inédite en France a paru de 1986 à 1997.

### Nancy Drew Notebooks
Cette série inédite en France a paru de 1990 à 2005. Ce sont des enquêtes destinées aux plus petits, où Alice a huit ans.

### Nancy Drew and the Clue Crew
Cette série inédite en France a paru de juin 2006 à aujourd'hui (juin 2013) : il s'agit d'un livre dont le lecteur est le héros.

## Adaptations
Le personnage d'Alice Roy/Nancy Drew a été repris, dans des adaptations très libres, en film (dès 1938), série télévisée, bande dessinée et jeu vidéo.